# Elros
I J.R.R. Tolkiens böcker om Midgård är Elros son till Eärendil och Elwing, och tvillingbror till Elrond. Elros föddes år 532 i första åldern, femtioåtta år före andra ålderns början. När Fëanors söner anföll bosättningen vid Sirions mynningar kidnappade de Elros och Elrond, men bröderna behandlades väl av Maglor. När Morgoth störtades fick Elros och hans bror välja om de skulle räknas som alver eller dödliga människor. Elros valde att bli människa och utvaldes att leda de kvarvarande alvvännerna, edain. År 32 i andra åldern blev Elros Númenors förste konung, och regerade i 410 år innan han dog femhundra år gammal.
Namnet Elros är sindarin och betyder 'stjärn-regn', från el "stjärna", ross "regn", "yrande vattenskum". Namnet sägs ha tillkommit för att anspela på Elwings namn, med likardad betydelse. Hans regentnamn som kung över Númenor var Tar-Minyatur (quenya: 'Hög[boren]-Försthärskare').